# (120188) Amyaqueche
(120188) Amyaqueche est un astéroïde de la ceinture principale.

## Description
(120188) Amyaqueche est un astéroïde de la ceinture principale. Il fut découvert le 11 février 2004 aux Monts Santa Catalina par le projet CSS. Il présente une orbite caractérisée par un demi-grand axe de 2,24 UA, une excentricité de 0,12 et une inclinaison de 2,6° par rapport à l'écliptique.
Il est nommé d'après un contributeur de la mission OSIRIS-REx dont l'objet est l'étude de l'astéroïde (101955) Bénou.